# Флорин, Виктор Анатольевич
Виктор Анатольевич Флорин (24 ноября [6 декабря] 1899, Либава — 12 мая 1960, Ленинград) — советский учёный в области строительной механики, специалист по механике грунтов, оснований и фундаментов. Педагог, профессор (с 1943), доктор технических наук (1941),член-корреспондент АН СССР (с 1953).

## Биография
Родился 24 ноября (6 декабря) 1899 года в Либаве, в семье крупного инженера-портостроителя.
Учился в 1-м реальном училище Санкт-Петербурга, затем — в Петроградском институте инженеров путей сообщения. После окончания института в 1922 году,   работал на строительстве Волховской ГЭС, затем на строительстве Ленинградского торгового порта, в системе «Электроток» (Ленэнерго). В 1929—1933 гг. — старший инженер, руководитель группы отдела силовой станции Свирской ГЭС.
Участвовал в проектировании и строительстве ряда гидро- и теплоэлектростанций, в том числе, Волховской, Свирской и Фархадской ГЭС.
На строительстве Нижне-Свирской ГЭС им впервые в мировой практике были спроектированы конструкции гидротехнических сооружений из сборного железобетона.
С 1930 года работал в Ленинградском политехническом институте (ныне Санкт-Петербургский государственный политехнический университет), в 1930—1939 гг. — доцент Института инженеров промышленного строительства, профессор ЛПИ с 1943 года.
В 1933—1941 гг. — инженер-специалист, штатный консультант Средволгостроя (Гидроэнергопроекта).
С 1942 по 1948 годы работал во Всесоюзном научно-исследовательском институте гидротехники, с 1950 года руководил Ленинградской группой Института механики АН СССР. В 1948 г. перешёл на должность заведующего комплексной кафедрой «Инженерные конструкции» Ленинградского политехнического института. В 1949 г. из неё выделилась кафедра «Подземные сооружения, основания и фундаменты», которую возглавил Виктор Анатольевич, на ней впервые «Механика грунтов» читалась как самостоятельная общетехническая дисциплина. В 1954 г. при кафедре после, избрания В. А. Флорина членом-корреспондентом АН СССР была организована лаборатория Института механики АН СССР.
Скончался 12 мая 1960 года. Похоронен в Ленинграде на Богословском кладбище.

## Научная деятельность
Создатель научной школы механики грунтов. Автор трудов по механике грунтов, оснований и фундаментов.
В. А. Флориным были осуществлены крупные, в ряде направлений — пионерные разработки в различных разделах механики грунтов, во многом определившие последующее её развитие в СССР и в России. В 1936—1937 гг. В. А. Флориным был разработан общий метод определения контактных напряжений по подошве балок конечной длины и переменной жесткости, расположенных на линейно-деформируемом основании. Была решена задача о распределении касательных напряжений по подошве растяжимой полосы и разработана методика определения сил трения по подошве анкерных понуров (1948—1950).
Как педагог подготовил 19 кандидатов и 5 докторов технических наук.
С 1953 г. являлся депутатом Ленгорсовета.

## Награды
- Орден Трудового Красного Знамени,
- Медаль «За доблестный труд в Великой Отечественной войне 1941—1945 гг.» и другие.

## Избранные труды
- «Расчёты оснований гидротехнических сооружений» (1948),
- «Теория уплотнения земляных масс» (1948),
- «Основы механики грунтов» (1959—1961, в 2 томах)